# Tridentaforma fuscoleuca
Tridentaforma fuscoleuca är en fjärilsart som beskrevs av Braun 1923. Tridentaforma fuscoleuca ingår i släktet Tridentaforma och familjen knoppmalar. Inga underarter finns listade i Catalogue of Life.